# 黄道婆
黄道婆（こうどうば、1245年頃 - 1330年頃）は、中国元代の女性紡織家。綿の紡織技術を学び、故郷に伝授した。「棉聖」とも称される。

## 経歴
松江府華亭県烏泥涇（上海市徐匯区華涇鎮）の出身。貧しい家の生まれで童養媳となるが、虐待に遭って逃亡する。海南島へ向かう船に身を隠し、そのまま崖州にたどり着いた。現在の三亜市崖州区水南村に住み、黎族から織物や綿花の栽培を学んだ。元貞年間に故郷に戻って織物の技術を広めた。機械の改良にも務め、「黄道婆紡車」とも呼ばれる「脚踏三維紡車」などを発明した。この機械は同時に3本の糸を紡ぐ事ができる糸車で、一度に複数の糸を紡げる紡績機としてジェニー紡績機より400年以上早いものである。